# 圣阿波利奈尔德里亚斯
圣阿波利奈尔-德里亚斯（法語：Saint-Apollinaire-de-Rias，法語發音：[sɛ̃t‿apɔlinɛʁ də ʁjas]）是法国阿尔代什省的一个市镇，属于普里瓦区。

## 地理
圣阿波利奈尔-德里亚斯（44°55'12"N, 4°35'34"E）面积8.34 平方千米，位于法国奥弗涅-罗讷-阿尔卑斯大区阿尔代什省，该省份为法国东南部内陆省份，北起顺时针与卢瓦尔省、伊泽尔省、德龙省、沃克吕兹省、加尔省、洛泽尔省和上盧瓦爾省接壤。
与圣阿波利奈尔-德里亚斯接壤的市镇（或旧市镇、城区）包括：圣巴西勒、圣让尚布尔、锡亚克、维瓦赖地区韦尔努。
圣阿波利奈尔-德里亚斯的时区为UTC+01:00、UTC+02:00（夏令时）。

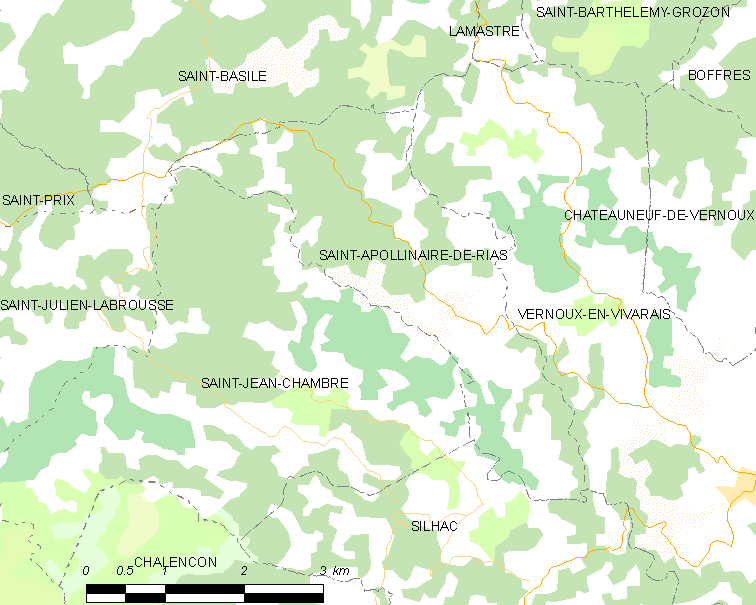
圣阿波利奈尔-德里亚斯的OSM定位图

## 行政
圣阿波利奈尔-德里亚斯的邮政编码为07240，INSEE市镇编码为07214。

## 政治
圣阿波利奈尔-德里亚斯所属的省级选区为罗讷-埃里约县。

## 人口
圣阿波利奈尔-德里亚斯于2022年1月1日时的人口数量为199人。

1962-2008年间圣阿波利奈尔-德里亚斯人口变化图示